# Karl Larenz
Karl Larenz (Wesel, 23 aprile 1903 – Olching, 24 gennaio 1993) è stato un giurista e filosofo tedesco È noto per i suoi influenti contributi al diritto civile tedesco, nonché per essere uno dei principali teorici del diritto nazista nel campo del diritto civile.

## Biografia
Dopo aver trascorso l'infanzia a Poznań studiò a Berlino; nel 1926 ottenne un dottorato in giurisprudenza discutendo una tesi su Hegel mentre nel 1929 ricevette l'abilitazione all'insegnamento. Dal 1933 in poi insegnò diritto all'Università di Kiel. Nei suoi saggi, come in Rechtsperson und subjektives Recht (1935),  cercò di legittimare l'ideologia razzista del regime nazista attraverso un retorica hegeliana. Nel 1937 aderì al partito nazista e partecipò a molte delle sue attività accademiche.
Dopo la seconda guerra mondiale, a Larenz fu vietato di insegnare fino al 1949 a causa del suo coinvolgimento con il regime. Successivamente insegnò diritto a Kiel e dal 1960 all'Università di Monaco. Fu autore di influenti libri di testo sul diritto civile nonché sulla metodologia giuridica rimasti in stampa fino al 21º secolo.